# Уна Хілі
Уна Тереза Імоджін Хілі (англ. Una Theresa Imogene Healy; нар. 10 жовтня 1981, Терлес, Тіпперері, Ірландія) — ірландська співачка, авторка-виконавиця, автор пісень та телеперсона, колишня учасниця гурту The Saturdays.
У 2007 стала однією із п'яти дівчат-вокалісток британського поп-гурту The Saturdays. До 2014 записала і випустила із гуртом чотири студійні альбоми: «Chasing Lights» (2008), «Wordshaker» (2009), «On Your Radar» (2011) та «Living for the Weekend» (2013).

## Життєпис
Уна Тереза Імоджін Хілі народилася 10 жовтня 1981 у ірландському місті Терлес.

## Особисте життя
Після чотирьох років стосунків Хілі одружилася із гравцем регбі Беном Фоденом у червні 2012. Пара має дочку Ауфі Белл (народжена 13 березня 2012) та сина Тедга Джона (народжений 2 лютого 2015). У липні 2018 Хілі та Фоден розійшлися.

## Дискографія

### Соло
Альбоми
- Sorry (2006) (міні-альбом)
- The Waiting Game (2017)

Сингли
- Stay My Love (2017)
- Battlelines (2017)
- Never See Me Cry (2018)

### The Saturdays
Альбоми
- Chasing Lights (2008)
- Wordshaker (2009)
- Headlines! (2010)
- On Your Radar (2011)
- Living for the Weekend (2013)